# Ларін Сергій Миколайович
Сергі́й Микола́йович Ла́рін (11 січня 1962, м. Харцизьк, Донецької області) — український проросійський політик, Голова Виконавчого комітету Партії розвитку України; Заступник голови Адміністрації Президента України з 9 січня 2013 по 26 лютого 2014;
Голова Кіровоградської обласної державної адміністрації з 6 квітня 2010 по 9 січня 2013. Один з фундаторів Партії розвитку України. Народний депутат України III, IV, V, VI, VIII та IX скликань.

## Життєпис

### Освіта
- 1977–1981 Донецький політехнічний технікум, технік-електрик.
- 1984–1990 Харківський інженерно-педагогічний інститут, інженер-електромеханік.

### Професійна діяльність

#### Харцизький трубний завод
- квітень-жовтень 1981 — електромонтер електроремонтного цеху;
- листопад 1981 — жовтень 1983 — служба в армії;
- грудень 1983 — вересень 1987 — електромонтер електромеханічного цеху;
- вересень 1987 — жовтень 1989 — заступник секретаря комітету комсомолу;
- жовтень 1989 — серпень 1990 — секретар комітету комсомолу Харцизького трубного заводу.

#### Харцизька міська рада
- березень 1990 — квітень 1992 — депутат;
- квітень 1990 — грудень 1991 — голова постійної комісії з питань молодіжної політики, народної освіти і культури;
- грудень 1991 — грудень 1996 — голова комітету з молодіжної політики Харцизького міськвиконкому;

#### Донецька обласна державна адміністрація
- січень-травень 1997 — консультант секретаріату Донецької облради;
- травень-серпень 1997 — спеціаліст Донецького обласного центру соціальних служб для молоді;
- серпень 1997 — травень 1998 — заступник начальника Управління у справах сім'ї, молоді та туризму ДонОДА.

#### Кіровоградська обласна державна адміністрація
- квітень 2010 — січень 2013 — голова обласної державної адміністрації.

#### Адміністрація Президента України
- січень 2013 — лютий 2014 — заступник Голови Адміністрації Президента України, Януковича.

### Політична діяльність
- 1991–1996 — заступник голови, голова Харцизької міської організації Партії демократичного відродження України.
- лютий 1996–2001 — член Народно-демократичної партії, в.о. голови, перший заступник голови, заступник голови Донецької обласної організації НДП, заступник голови Контрольно-ревізійної комісії НДП, член Політради НДП;
- 1996–1998 — голова Харцизької міської організації НДП;
- з 2001 — заступник голови Донецького обласного відділення Партії регіонів;
- квітень 2003 — квітень 2008 — заступник голови Політвиконкому Партії регіонів;
- 2008–2014 — голова Кіровоградської обласної організації Партії регіонів
- 21 червня 2014 року — голова Виконавого комітету Партії розвитку України[6].

### Законотворча діяльність
Народний депутат України 3-го скликання з березня 1998 до квітня 2002 від НДП, № 23 в списку. На час виборів: заступник начальника управління Донецької облдержадміністрації, член НДП. Член Комітету з питань молодіжної політики, фізичної культури і спорту (з липня 1998), член Комітету з питань молодіжної політики, фізичної культури, спорту і туризму; член фракції НДП (травень 1998 — травень 2001), член групи «Регіони України» (травень — листопад 2001), член фракції «Регіони України» (з листопада 2001).
Народний депутат України 4-го скликання з березня 2003 до квітня 2006 від Блоку «За єдину Україну!», № 42 в списку. На час виборів: народний депутат України, член Партії регіонів. Член фракції «Регіони України» (березень 2003 — вересень 2005), уповноважений представник фракції Партії «Регіони України» (з вересня 2005), член Комітету з питань європейської інтеграції (з вересня 2003).
Народний депутат України 5-го скликання з квітня 2006 до листопада 2007 від Партії регіонів, № 65 в списку. На час виборів: народний депутат України, член ПР. Секретар Комітету з питань європейської інтеграції (з липня 2006), член фракції Партії регіонів (з травня 2006).
Народний депутат України 6-го скликання з листопада 2007 до травня 2010 від Партії регіонів, № 65 в списку. На час виборів: народний депутат України, член ПР. Член фракції Партії регіонів (з листопада 2007), член Комітету у закордонних справах (з грудня 2007), голова підкомітету з міжнародно-правових питань (з січня 2008). Склав депутатські повноваження 21 травня 2010.
Народний депутат України 8-го скликання з листопада 2014 від Опозиційного блоку, № 6 в списку. На час виборів: заступник директора, ТОВ «Центр соціальних досліджень», безпартійний. Член фракції «Опозиційний блок» (з листопада 2014). Член Комітету Верховної Ради України у закордонних справах (з грудня 2014 року).
18 січня 2018 року був одним з 36 депутатів, що голосували проти Закону про визнання українського суверенітету над окупованими територіями Донецької та Луганської областей.

### Інша діяльність
Голова Фонду підтримки правових реформ.

## Скандали
За інформацією громадського руху «Чесно», який посилається на журналістів сайту «Наші гроші», Ларін може бути причетний до державних закупівель із завищеними цінами. Зокрема коли він очолював Кіровоградську ОДА послуги з оренди автомобілів для ОДА були на 25 % вищими, ніж до нього і після нього.
Як стверджують активісти «Чесно» та журналісти Bihus.Info, нардеп фігурує у фінансуванні партії ОПЗЖ через фіктивні фірми.
22 липня 2025 року голосував за закон України 12414 який був ухвалений з порушенням Регламенту Верховної Ради України та підпорядкував НАБУ та САП Генеральному прокурору і викликав масові протести.

## Особисте життя

### Родина
- Батько — Микола Федорович (1931), мати — Марія Василівна (1931) — пенсіонери, брат — Віталій (1972).
- Дружина Наталія Олександрівна (1960) — лікар; дочка Тетяна (1990) і син Євген (1992) — студенти.

### Захоплення
- Спорт — футбол, баскетбол.